# Eisenbahnunfall von Les Échets

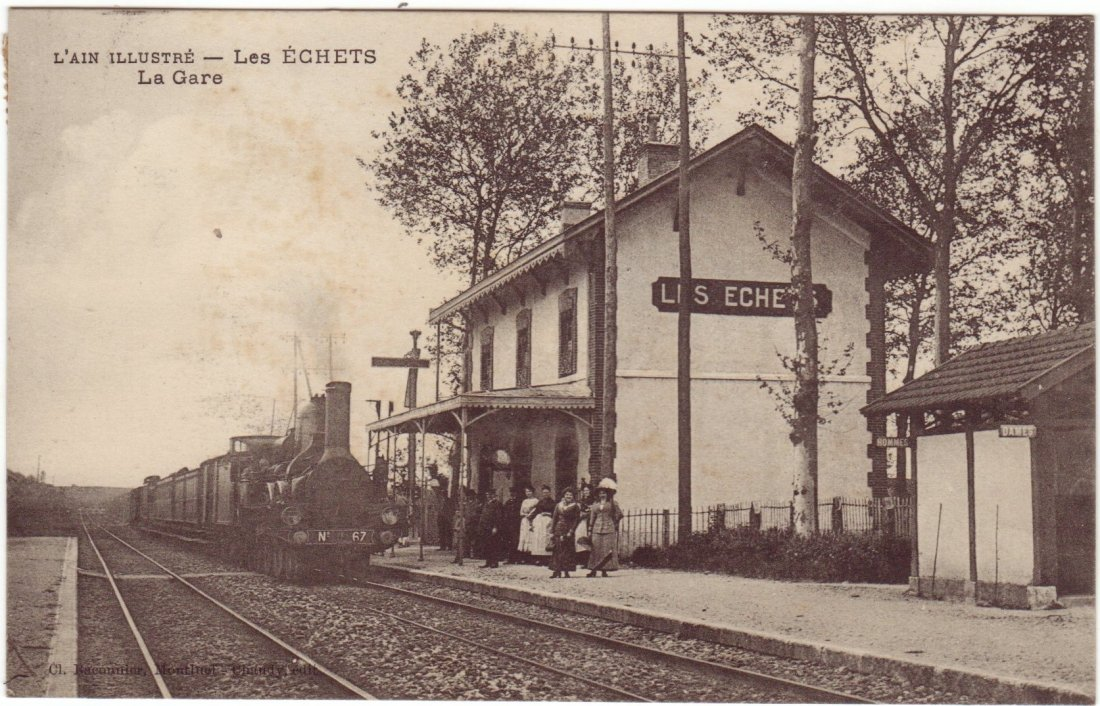
Bahnhof Les Échets um 1900

Bei dem Eisenbahnunfall von Les Échets entgleiste am 10. September 1921 ein Zug im Bahnhof von Les Échets, heute ein Ortsteil von Miribel (Ain), aufgrund überhöhter Geschwindigkeit. 38 Menschen starben.

## Ausgangslage
Der Bahnhof liegt an der Bahnstrecke Lyon-Saint-Clair–Bourg-en-Bresse, damals von der PLM betrieben. Die Strecke war ursprünglich zweigleisig. Im Zuge des Ersten Weltkriegs war das zweite Gleis abgebaut worden, um an anderer Stelle verwendet werden zu können. Die in den Bahnhöfen hilfsweise eingebauten Kreuzungsstellen waren nur zum Befahren mit 20 km/h ausgelegt. Erst seit August 1921 lag die Genehmigung vor, den ursprünglichen Zustand wiederherzustellen. Die Bauarbeiten hatten noch nicht begonnen.

## Unfallhergang
Ein Schnellzug, von Straßburg nach Lyon unterwegs und zum Teil aus älteren, noch mit Holzaufbau versehenen Wagen gebildet, fuhr im Bahnhof von Les Échets mit überhöhter Geschwindigkeit in das Ausweichgleis ein. Drei der Wagen mit hölzernem Aufbau entgleisten und wurden dabei zertrümmert.